# مالو اوراشیه
مالو اوراشیه (به صربی: Malo Orašje) یک منطقهٔ مسکونی در صربستان است که در اسمدرفو واقع شده‌است. مالو اوراشیه ۱٬۱۳۹ نفر جمعیت دارد.